# Рахмоналиев, Бахром Маъруфжонович
Бахром Маъруфжонович Рахмоналиев (13 апреля 1989 года, Ферганская область, Узбекская ССР) — узбекский филолог и политический деятель, депутат Законодательной палаты Олий Мажлиса Республики Узбекистан IV созыва. Член Либерально-демократической партии Узбекистана.

## Биография
Бахром Рахмоналиев окончил Ташкентский государственный институт востоковедения и Академию государственного управления при Президенте Республики Узбекистан. В 2020 году избран в Законодательную палату Олий Мажлиса Республики Узбекистан IV созыва, а также назначен на должность члена Комитета по вопросам охраны здоровья граждан Законодательной палаты Олий Мажлиса Республики Узбекистан.